# Osidda
Osidda – miejscowość i gmina we Włoszech, w regionie Sardynia, w prowincji Nuoro.
Według danych na rok 2021 gminę zamieszkiwało 223 osób, 8,69 os./km². Graniczy z Bitti, Buddusò, Nule i Pattada.